# 메르세데스-벤츠 OM651 엔진
메르세데스-벤츠 OM651 엔진(영어: Mercedes-Benz OM651 engine)은 2008년에 메르세데스-벤츠가 출시한 4기통 직렬 디젤 엔진 제품군이다.